# STS-125
La STS-125 è una missione spaziale del Programma Space Shuttle. Questa missione è stata la quinta (e ultima) missione di servizio verso il telescopio spaziale Hubble. Inizialmente la missione doveva essere svolta con lo Shuttle Discovery, ma la NASA successivamente ha deciso di utilizzare l'Atlantis per la missione. Questa è stata la 31ª missione per l'Atlantis e il lancio, inizialmente previsto per il 28 agosto 2008, è stato rinviato diverse volte fino all'11 maggio 2009. Questi slittamenti hanno causato il rinvio al 14 novembre della missione STS-126 e lo spostamento di questa missione dopo la STS-119. L'Atlantis è decollato regolarmente alle 18:01:56 dell'11 maggio ed ha terminato la sua missione atterrando il 24 maggio alla base di Edwards, in California, alle 15:39 UTC.
Essa è stata l'ultima a prevedere un volo "solitario" di uno Shuttle, e nelle successive sarà sempre presente un aggancio alla Stazione spaziale internazionale. È il primo volo solitario dell'Atlantis dalla missione STS-66 del 1994.

## Equipaggio

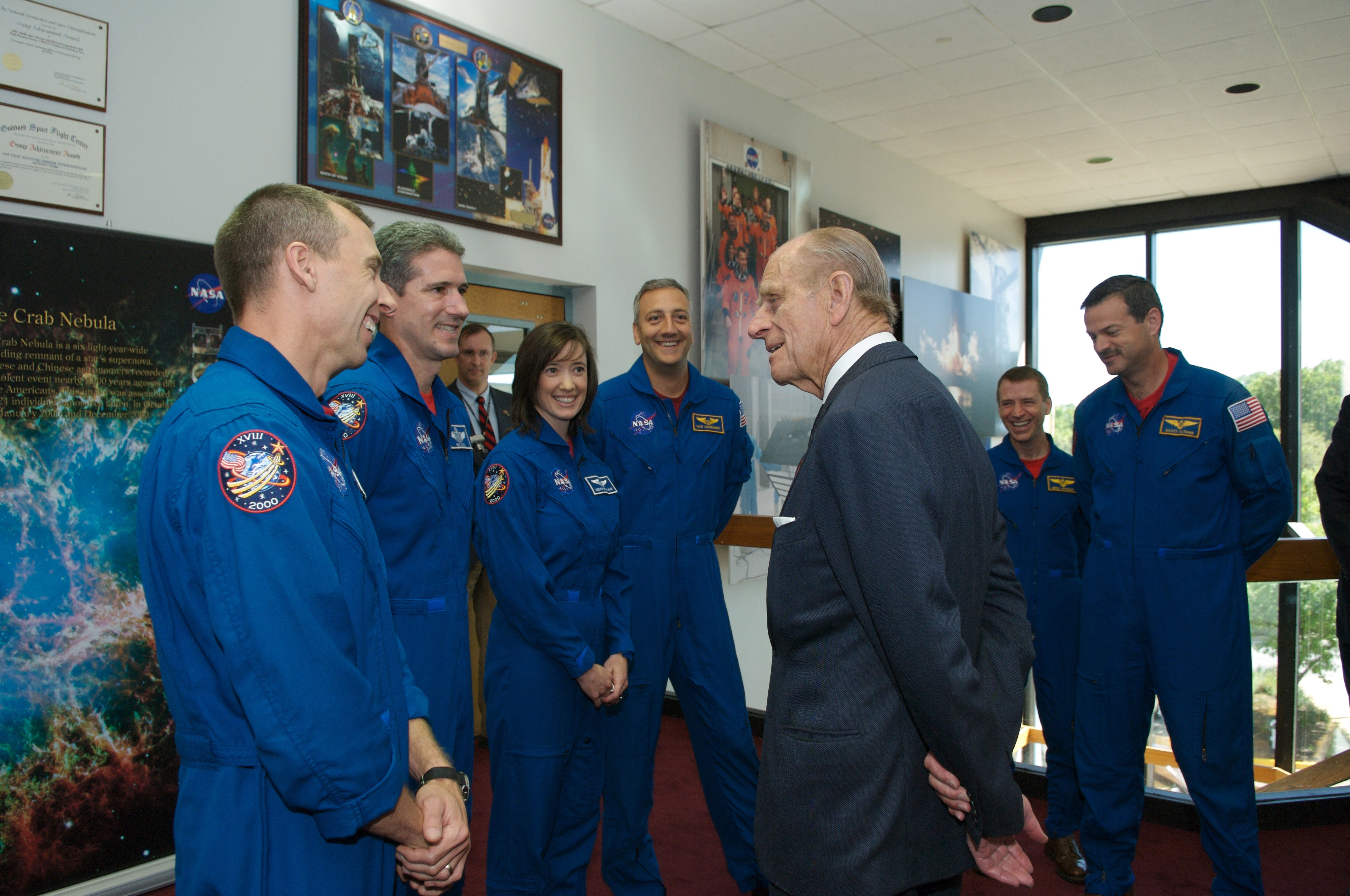
Il Principe Filippo di Edimburgo in visita al Goddard Testing Facility nel maggio 2007, incontra l'equipaggio della missione STS-125

| Ruolo                   | Equipaggio                              | Equipaggio                              |
| ----------------------- | --------------------------------------- | --------------------------------------- |
| Comandante              | Scott Altman, NASA Quarto volo          | Scott Altman, NASA Quarto volo          |
| Pilota                  | Gregory Johnson, NASA Primo volo        | Gregory Johnson, NASA Primo volo        |
| Specialista di missione | John Grunsfeld, NASA Quinto volo        | John Grunsfeld, NASA Quinto volo        |
| Specialista di missione | Michael J. Massimino, NASA Secondo volo | Michael J. Massimino, NASA Secondo volo |
| Specialista di missione | Megan McArthur, NASA Primo volo         | Megan McArthur, NASA Primo volo         |
| Specialista di missione | Andrew Feustel, NASA Primo volo         | Andrew Feustel, NASA Primo volo         |
| Specialista di missione | Michael Good, NASA Primo volo           | Michael Good, NASA Primo volo           |

## Scopi
L'obiettivo della missione è la sostituzione di alcuni componenti del telescopio Hubble in modo da mantenerlo operativo fino all'arrivo del nuovo telescopio Spaziale James Webb. In particolare la missione si occuperà di:
- Sostituzione completa dei 6 giroscopi cuore del sistema di puntamento e sostituzione del "Fine Guidance Sensor"
- Sostituzione completa delle batterie ormai prossime all'esaurimento.
- Installazione della Wide Field Camera 3 al posto di WFPC2
- Installazione del Cosmic Origin Spectrgraph al posto di COSTAR
- Riparazione della elettronica di STIS
- Sostituzione dello strato isolante esterno

## Statistiche della missione
- 157ª missione umana Americana nello spazio
- 126ª missione Shuttle
- 101ª missione dopo il disastro del Challenger
- 13ª missione dopo il disastro del Columbia
- 30ª missione dell' Atlantis

## Stemma
Lo stemma della missione raffigura in basso il telescopio Hubble con lo Shuttle e in alto la struttura stilizzata dell'universo con pianeti, stelle e galassie. Lo sfondo nero rappresenta i misteri della materia oscura e dell'energia oscura. I nuovi strumenti che saranno installati nel telescopio spaziale durante la missione permetteranno di compiere osservazioni che aiuteranno a capire maggiormente questi misteri scientifici. Il bordo rosso rappresenta lo spostamento verso il rosso dell'universo primordiale e il limite della visuale di Hubble nel cosmo.

## Missione
La missione STS-125 era assegnata in origine al Discovery, e doveva essere lanciata non prima del maggio 2008. Il rinvio all'8 ottobre è stato causato da ritardi nella produzione dei serbatoi esterni. Infine, alcuni problemi al telescopio Hubble hanno fatto slittare la missione fino a maggio 2009.
La STS-125 è stata la prima visita al telescopio Hubble per l'Atlantis, poiché le altre quattro missioni di servizio e manutenzione al telescopio spaziale erano state compiute dal Discovery (2 volte), dal Columbia e dall'Endeavour.
In precedenza la missione STS-125 era stata programmata per compiere la missione di assemblaggio della ISS con il codice ISS-1J.

### Carico della missione

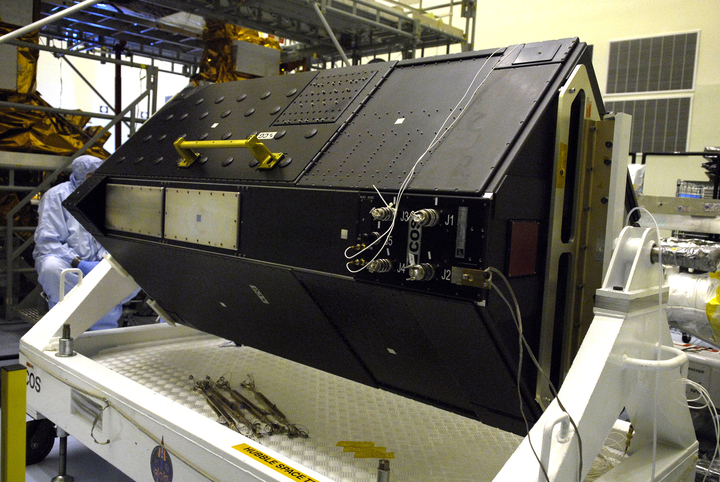
Il Cosmic Origins Spectrograph

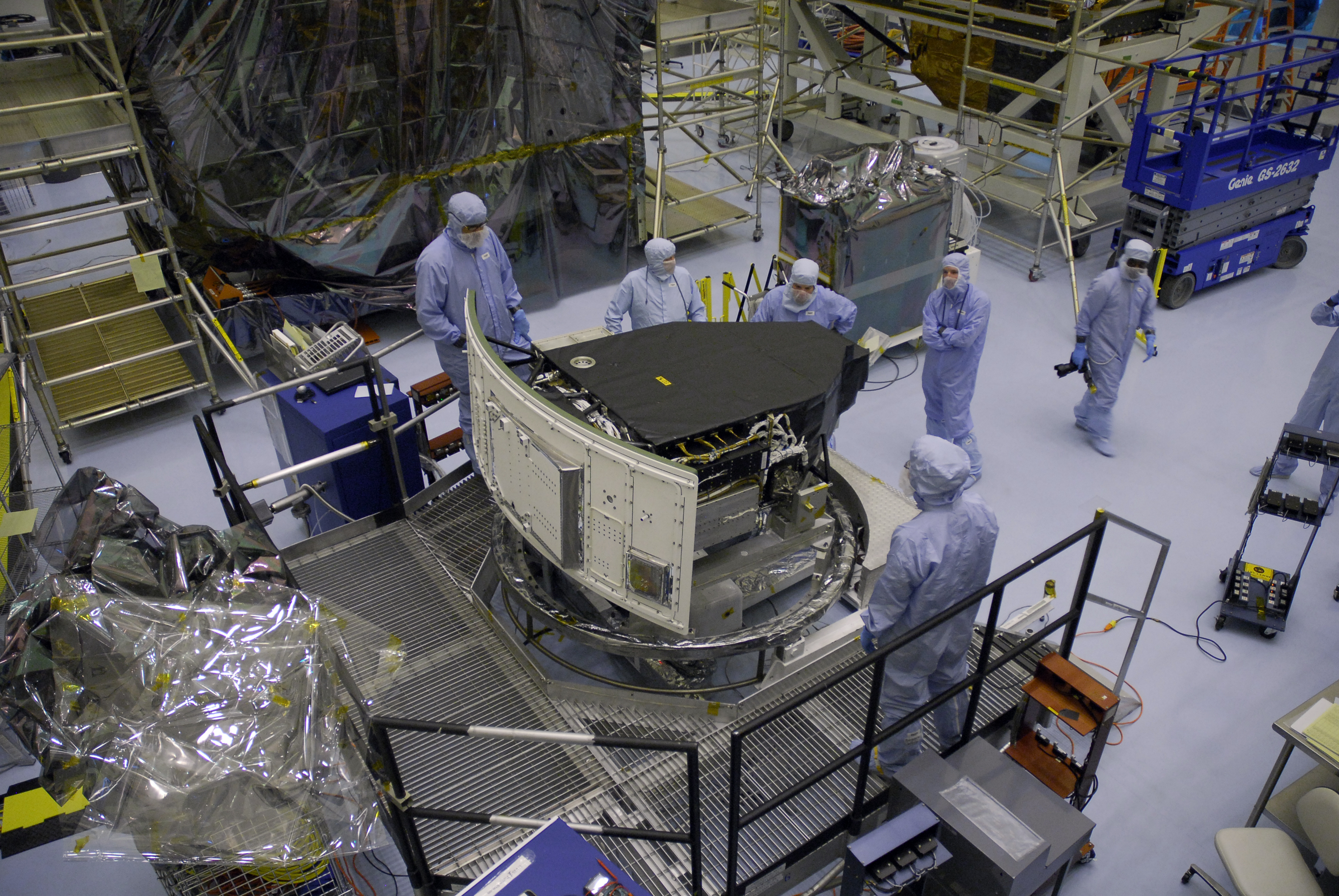
La Wide Field Camera 3

L'Atlantis ha trasportato il "Soft-Capture Mechanism" (Meccanismo di cattura dolce) e lo ha installato nel telescopio. Esso permetterà ad una navetta spaziale di agevolare la procedura di rientro atmosferico in modo sicuro al termine della vita di Hubble. Il dispositivo è di forma circolare e contiene varie strutture per facilitare l'aggancio.
La missione ha aggiunto due nuovi strumenti: il primo, chiamato Cosmic Origins Spectrograph è lo spettrografo all'ultravioletto più sensibile mai installato sul telescopio; il sensore in ultravioletto-lontano è 30 volte più sensibile rispetto agli strumenti precedenti, mentre in ultravioletto-vicino è il doppio. Il secondo strumento, chiamato Wide Field Camera 3, è una fotocamera pancromatica a campo largo che può rilevare un ampio spettro di onde, che variano dall'infrarosso fino alla luce ultravioletta.
L'infrastruttura del telescopio è stata aggiornata e riparata sostituendo un sensore di guida, che controlla il sistema direzionale, e è stato installato un intero set di sei giroscopi. Inoltre sono state sostituite le batterie ed installato un nuovo strato isolante.
Nella stiva di carico dell'Atlantis sono presenti:
1. il Super Lightweight Interchangeable Carrier (SLIC), una struttura che contiene la "Wide Field Camera 3", le nuove batterie e un radiatore
2. l'Orbital Replacement Unit (ORU) contenente il "Cosmic Origins Spectrograph" e gli strumenti FGS-3R
3. il Flight Support Structure (FSS) per agganciare e mantenere in posizione il telescopio durante le attività
4. il Multi-Use Lightweight Equipment Carrier (MULE) contenente equipaggiamento di supporto

Sull'Atlantis, l'equipaggio ha trasportato due palle da basket. Una di esse è una palla ufficiale degli Harlem Globetrotters, mentre l'altra venne usata da Edwin Hubble nel 1909 quando giocò per l'Università di Chicago. Al ritorno dello Shuttle, la palla da basket degli Harlem Globetrotters sarà portata al Naismith Memorial Basketball Hall of Fame, mentre quella usata da Hubble sarà riportata all'Università di Chicago.
Il carico totale degli strumenti necessari alla manutenzione del telescopio è pari a circa 10 000 kg.

### Pre-lancio

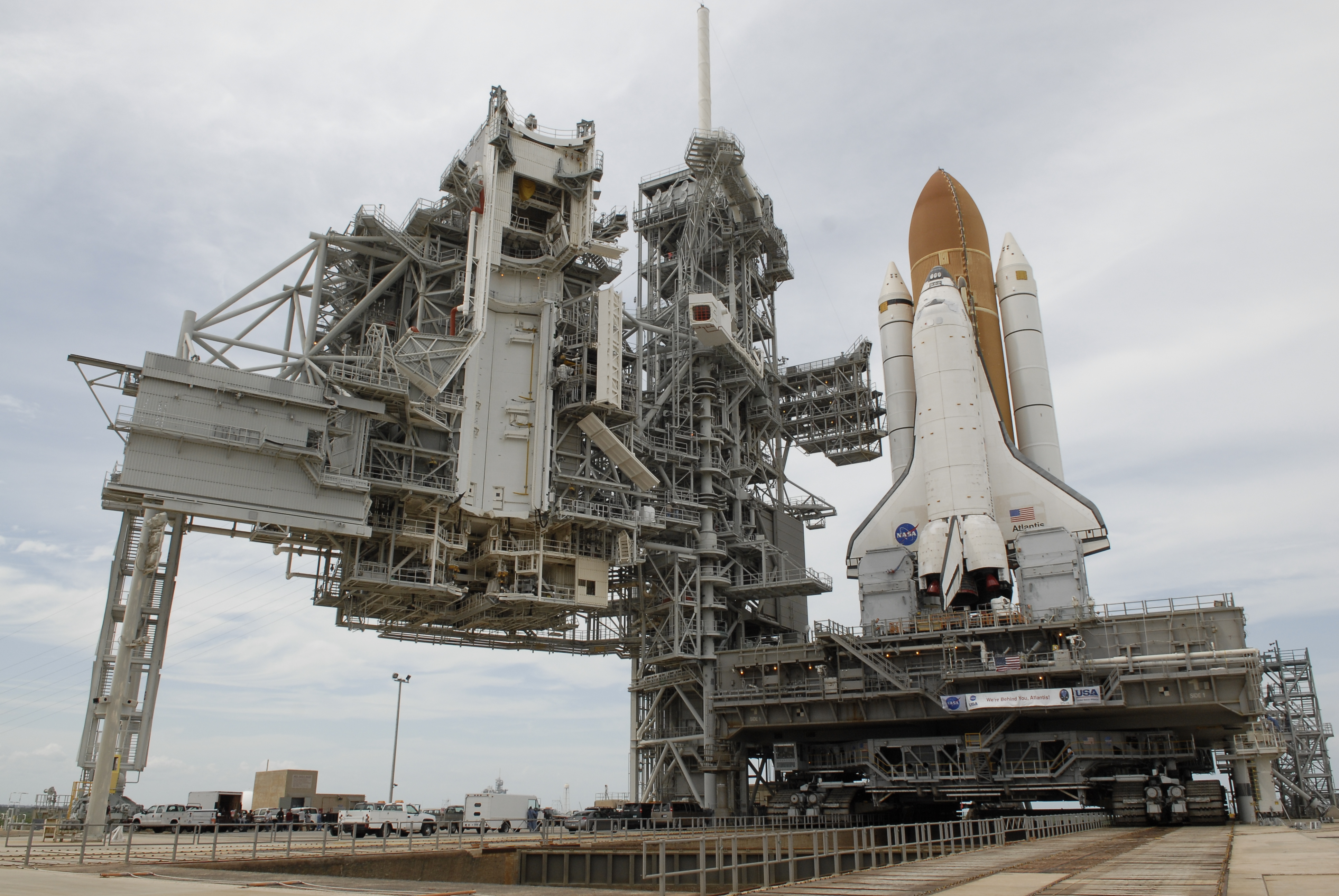
Atlantis sulla piattaforma LC-39A

Il 22 agosto 2008, dopo un ritardo causato da una tempesta tropicale, l'Atlantis è stato spostato dall'Orbiter Processing Facility al Vehicle Assembly Building, dove è stato agganciato al serbatoio esterno e ai due Solid Rocket Booster. Il trasferimento alla piattaforma di lancio 39A è stato anch'esso ritardato a causa dell'uragano Hanna e da alcuni problemi durante la fase di aggancio ed è stato effettuato il 4 settembre.

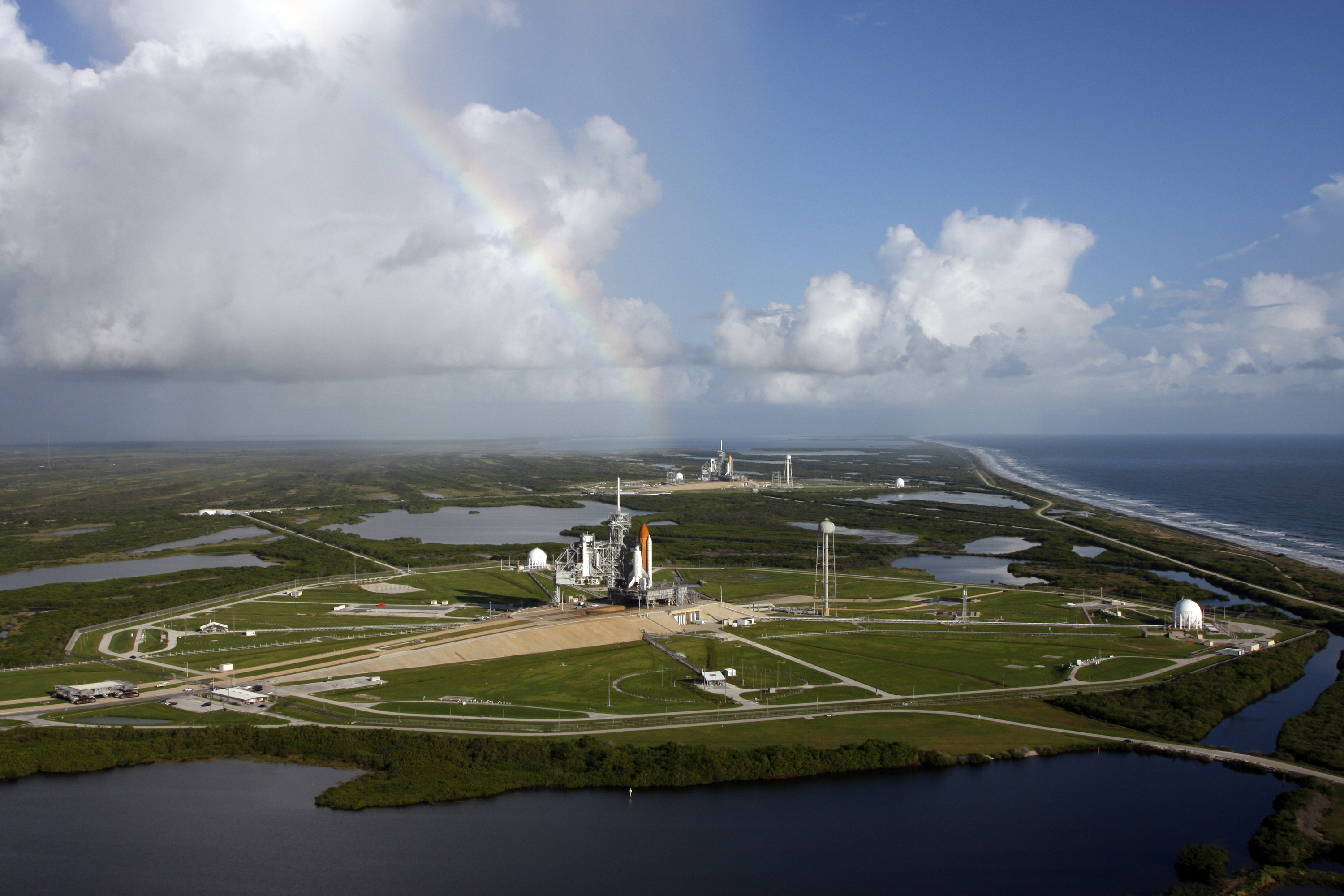
Gli Space Shuttle Atlantis ed Endeavour sulle due piattaforme di lancio

Il 19 settembre è stato portato sulla piattaforma di lancio 39B lo Space Shuttle Endeavour, pronto alla partenza in caso di emergenza durante la missione. Se non si fossero presentati problemi durante la missione STS-125, l'Endeavour sarebbe stato spostato nella piattaforma 39A per la missione STS-126. Il rinvio della missione, di alcuni mesi, ha costretto i responsabili della NASA a rivedere il calendario dei lanci degli Shuttle. In particolare, il 20 ottobre l'Atlantis è stato riportato inizialmente nel Vehicle Assembly Building e successivamente nell'Orbiter Processing Facility, per essere smontato dal serbatoio esterno e dai SRB. Questi componenti sono stati utilizzati per la missione STS-119, mentre l'Atlantis ha ricevuto un nuovo serbatoio e due nuovi booster.
Il 23 ottobre l'Endeavour è stato spostato dal pad 39B al pad 39A, per la missione STS-126, il cui lancio è avvenuto il 14 novembre.
Il 31 marzo 2009 l'Atlantis è stato spostato sul pad 39A, mentre l'Endeavour è stato portato sulla piattaforma 39B il 17 aprile.

## Cronologia

### Lunedì 11 maggio (1º giorno, lancio)

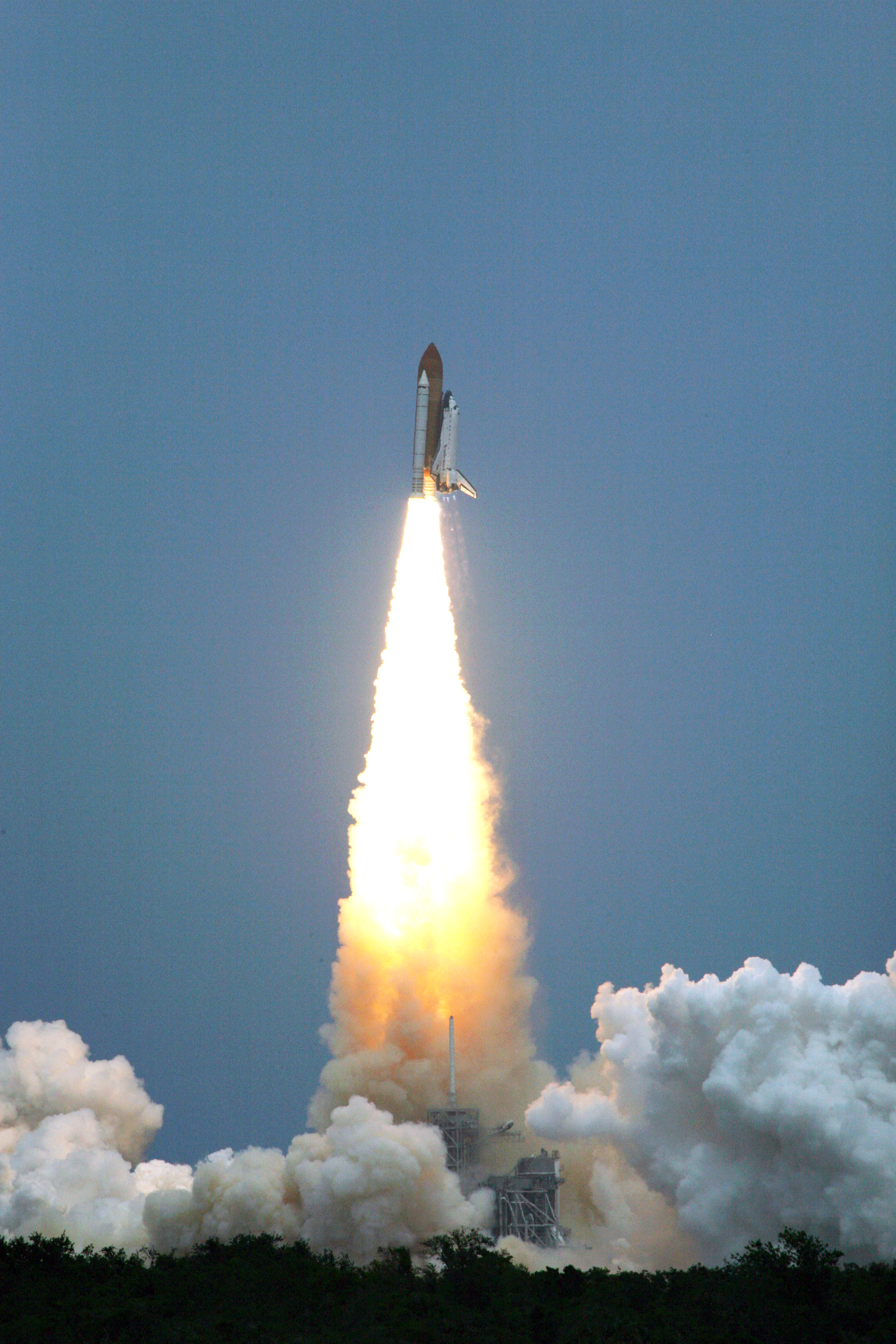
Decollo dello Space Shuttle Atlantis

Alle 15:34 UTC l'equipaggio ha completato l'ingresso nell'Atlantis e alle 16:08 si sono chiusi i portelli. Alle 17:49 è giunto il via libera per il lancio e lo Shuttle è decollato senza problemi alle 18:01:56 UTC (20:01:56 ora italiana). Qualche minuto dopo sono stati sganciati i razzi a combustibile solido e poco dopo il serbatoio esterno. Alle 18:10 l'Atlantis è giunto in orbita.
Durante la conferenza a seguito del lancio, i responsabili NASA hanno affermato che a prima vista il video del lancio non contiene distacchi di detriti, anche se verranno condotte analisi approfondite per assicurarsi che l'orbiter non abbia subito danni durante la fase di ascesa in orbita. Dopo il raggiungimento dell'orbita, l'equipaggio ha aperto i portelli della stiva di carico, dispiegato l'antenna in banda Ku. Successivamente hanno condotto un controllo della stiva e della cabina dell'equipaggio attraverso il braccio robotico.
Durante l'ispezione della piattaforma di lancio 39A, sono stati rilevati alcuni danni. Anche in precedenza, dopo il lancio della missione STS-124, sono stati rilevati dei danni alla piattaforma. I responsabili della NASA hanno comunque affermato che i danni non sono particolarmente gravi, e non dovrebbero causare inconvenienti con la successiva missione STS-127.

### Martedì 12 maggio (2º giorno)
L'equipaggio ha iniziato le attività previste nella giornata, incentrate sull'ispezione dello scudo termico attraverso l'impiego dell'Orbiter Boom Sensor System. Le immagini riprese sono state inviate a terra, dove gli analisti hanno notato un danno in una piccola area di una mattonella nella parte anteriore dell'ala sinistra dell'Atlantis.
I responsabili di missione hanno avvertito l'equipaggio, notando che uno dei sensori sul bordo anteriore dell'ala ha registrato un impatto da detrito circa 104 - 106 secondi dopo il decollo. Questo evento potrebbe essere stata la causa del danno. Il CAPCOM Dan Burbank ha comunicato all'equipaggio che il danno non sarebbe grave. Le immagini sarebbero state analizzate ulteriormente, e gli ingegneri avrebbero determinato la necessità di una ispezione approfondita.
Oltre al controllo dello scudo termico, l'equipaggio ha verificato le tute spaziali e le attrezzature impiegate nelle attività extraveicolari, e hanno preparato il Flight Support System (FSS). L'FSS è una piattaforma di manutenzione situata nella parte anteriore della stiva di carico che è in grado di ruotare ed orientare il telescopio Hubble.

### Mercoledì 13 maggio (3º giorno)

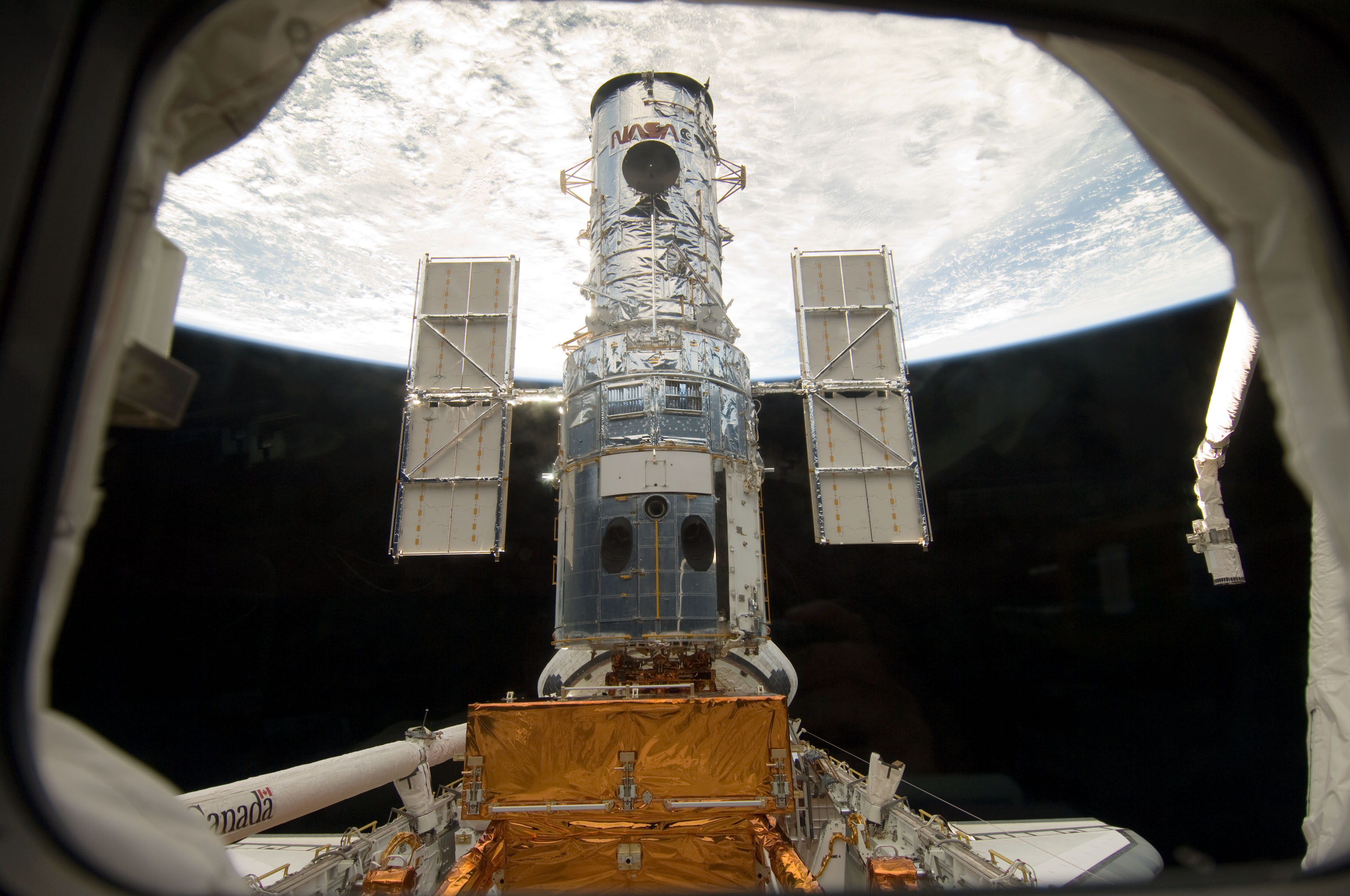
Il telescopio Hubble agganciato alla stiva di carico dell'Atlantis

Il comandante Altman ha portato l'Atlantis ad una distanza di circa 50 piedi (15 m) dal telescopio per prepararsi all'aggancio.
I tecnici NASA, dalla Terra, avevano pianificato lo spostamento del telescopio per portarlo in posizione ottimale per l'aggancio con lo Shuttle, tuttavia un piccolo inconveniente alle comunicazioni ha annullato la manovra. Per questo motivo, Altman ha corretto la posizione dell'Atlantis per ovviare al problema.
Dopo aver effettuato l'aggancio, McArthur ha spostato con il braccio robotico il telescopio per agganciarlo con la piattaforma di manutenzione Flight Support System. Alle 18:56 UTC è iniziato il controllo visivo di Hubble, e successivamente sono state completate alcune operazioni necessarie precedenti alla manutenzione, tra cui la connessione ai sistemi elettrici e il riposizionamento dei pannelli solari.
Grunsfeld, Feustel e Massimino hanno riesaminato i piani per la prima passeggiata spaziale e verificato tutto l'equipaggiamento. Nel frattempo, gli analisti della NASA hanno dichiarato che lo scudo termico dell'Atlantis non è danneggiato, ma per sicurezza continueranno ad esaminare le immagini raccolte.

### Giovedì 14 maggio (4º giorno)

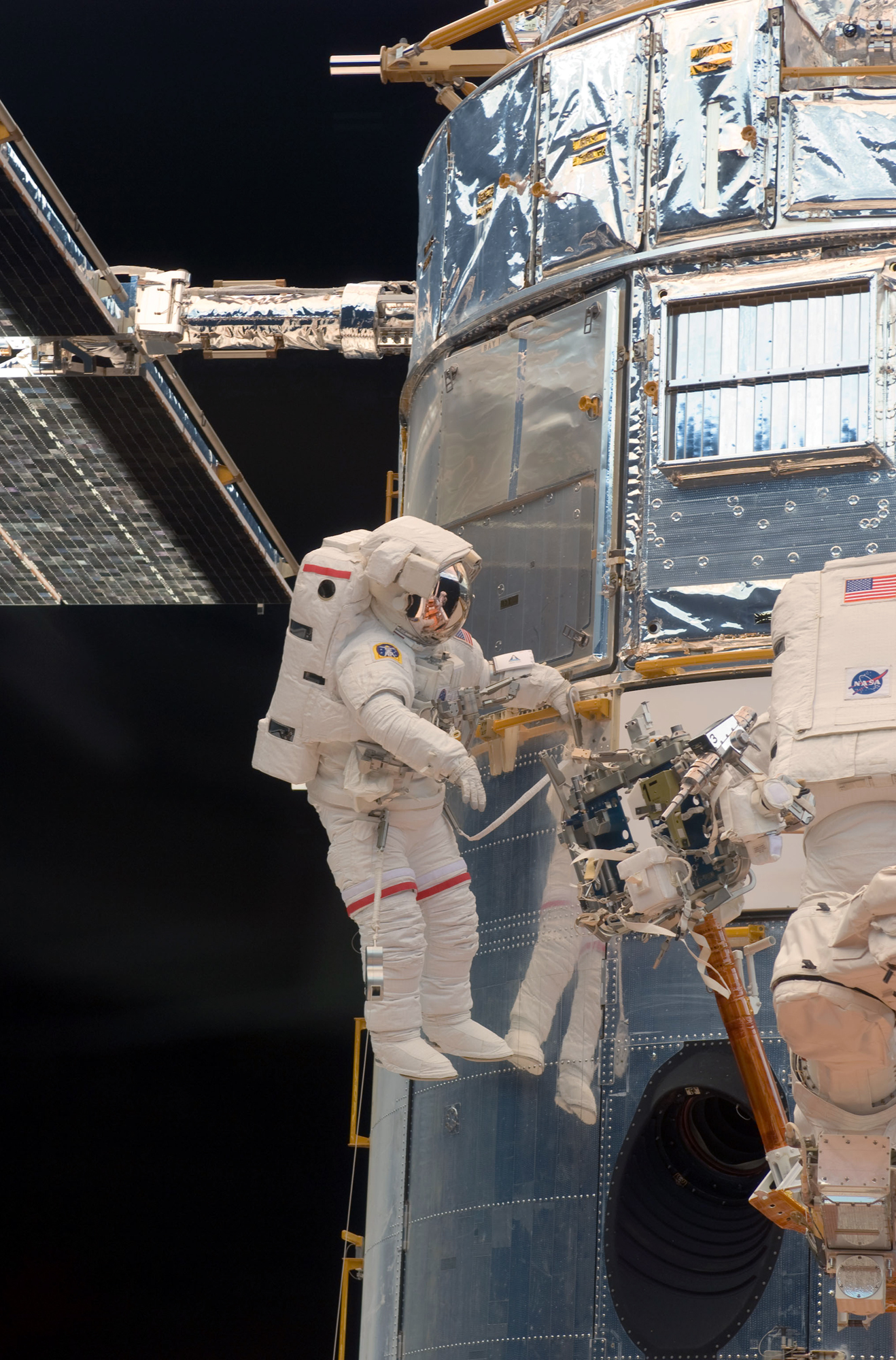
Andrew Feustel durante la prima passeggiata spaziale

Il quarto giorno di missione è stato dedicato quasi interamente alla prima passeggiata spaziale. Non essendo agganciato alla stazione spaziale non è possibile effettuare la consueta procedura di preparazione alle attività extraveicolari, che prevede il trascorrere della notte precedente alla passeggiata spaziale nel Joint Airlock. Per questo motivo si è seguita una procedura alternativa, che prevede l'abbassamento (effettuato nel secondo giorno) della pressione all'interno dell'Atlantis e l'assunzione di ossigeno puro per circa 40 minuti prima di uscire all'esterno. Lo scopo infatti è quello di svuotare il sangue degli astronauti dall'azoto, poiché le tute spaziali possiedono una pressione inferiore alla normale, per ragioni di mobilità. Questa diminuzione della pressione può causare una embolia gassosa dovuta alla formazione di bollicine di azoto nel flusso sanguigno.
Alle 12:52 UTC è iniziata la prima passeggiata spaziale, condotta da Grunsfeld e Feustel. Inizialmente Grunsfeld si è spostato sul MULE e ha recuperato il componente Science Instrument Command and Data Handling (SI C&DH) di ricambio. Esso fornisce l'elettronica per comandare gli strumenti scientifici del telescopio dalla Terra e inviare dati. La parte "A" del componente ha sofferto un guasto elettrico permanente il 27 settembre 2008. Questo guasto ha fatto slittare la missione STS-125. Il componente è una parte critica del telescopio, e il rinvio della missione ha permesso di inserire anche questa riparazione nella missione. Nel frattempo, gli ingegneri hanno attivato la parte "B" del componente.
Feustel si è portato invece sul telescopio, dove ha rimosso il componente SI C&DH malfunzionante. I due astronauti si sono scambiati i componenti, e mentre Grunsfeld ha riposto il componente rotto nel MULE, Feustel ha installato quello nuovo.
In seguito, gli astronauti hanno iniziato l'installazione del Soft Capture Mechanism, un sistema per facilitare l'aggancio del telescopio. Inoltre sono stati installati due dei tre Latch Over Center Kits (LOCK), che rendono più semplice l'accesso ai portelli di Hubble. Durante tutta la missione, McArthur ha assistito le attività comandando il braccio robotico dello Shuttle, su cui è stato inserito un fissaggio per poter agganciare un astronauta. Alle 20:12 i due astronauti sono rientrati, terminando la prima passeggiata spaziale.

### Venerdì 15 maggio (5º giorno)

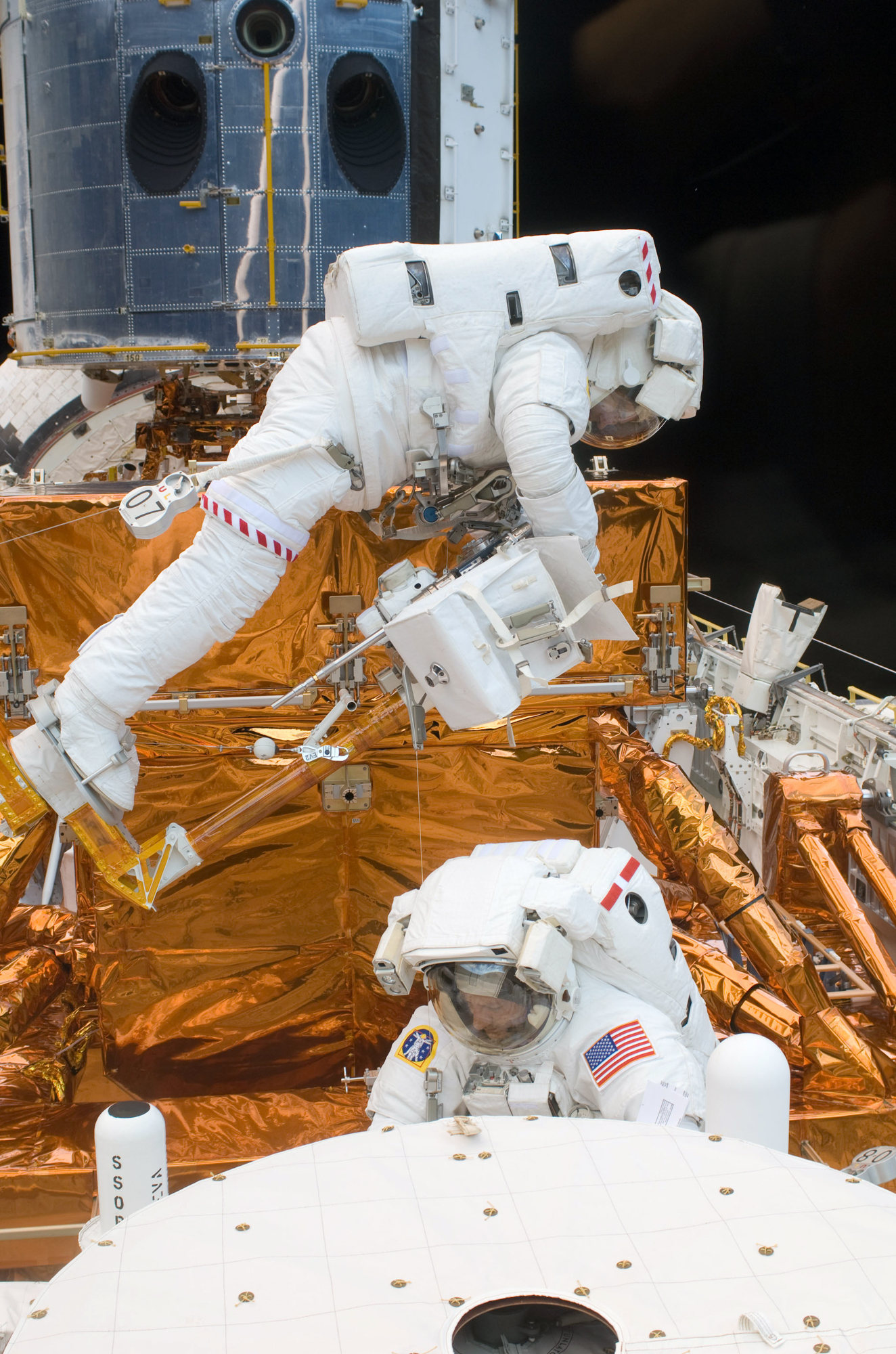
Gli astronauti Good e Massimino durante la seconda passeggiata spaziale

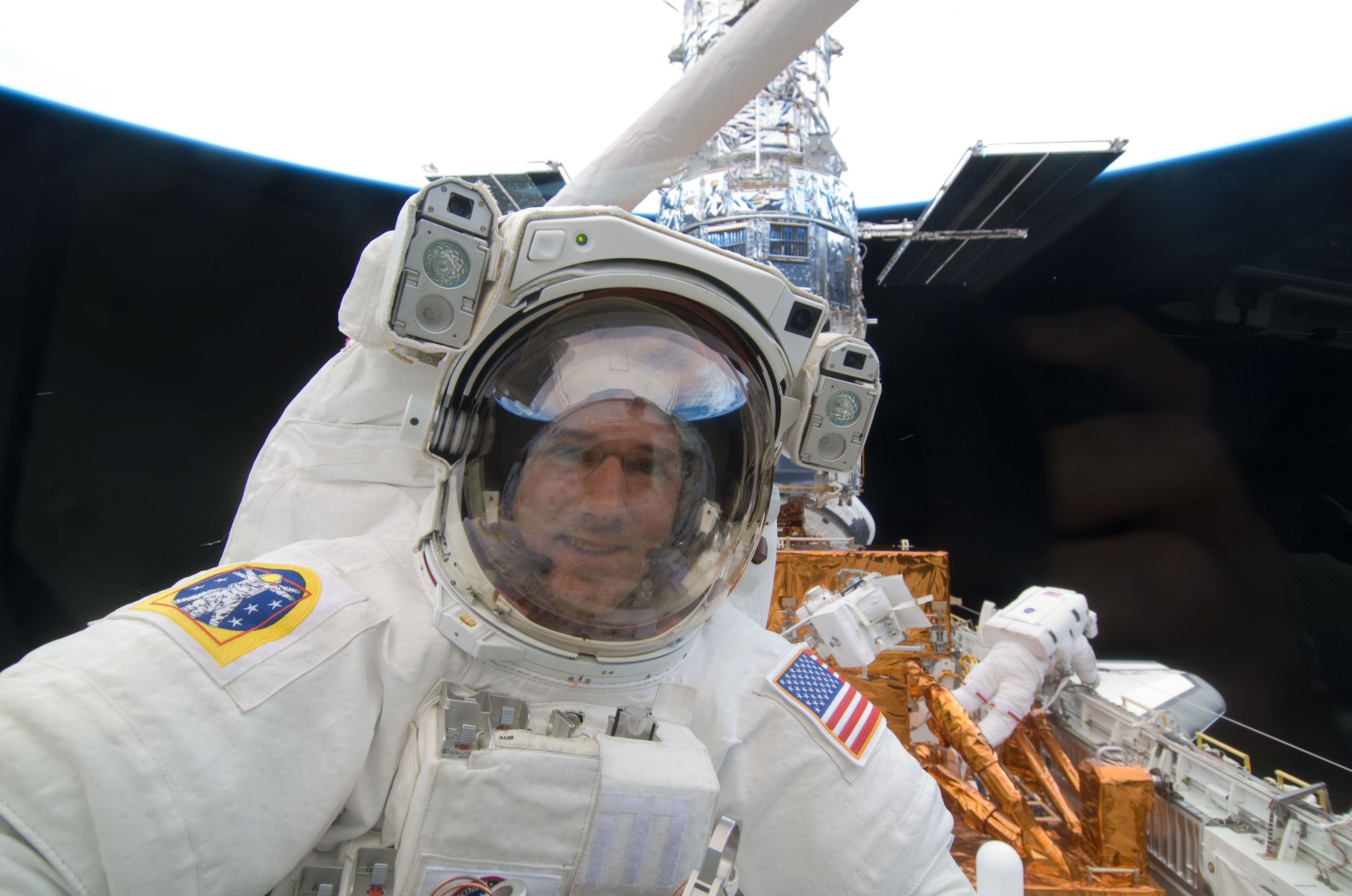
L'astronauta Michael Good

Alle 12:49 UTC è iniziata la seconda attività extraveicolare. Gli astronauti hanno iniziato a sostituire i tre Rate Sensor Units (RSU) del telescopio, ciascuno contenente una coppia di giroscopi. Tramite essi è possibili orientare il telescopio spaziale e ricevere i dati necessari per puntare. Questa operazione di manutenzione, considerata dalla NASA come la più importante di tutta la missione, prevedeva la sostituzione dei dispositivi con altri tre contenuti nell'Orbital Replacement Unit.
I primi due RSU sono stati installati senza problemi, mentre il terzo ha presentato delle difficoltà di inserimento. Per questo motivo è stato tentato lo scambio di posizioni, tuttavia senza successo. I responsabili di missione hanno deciso di installare un RSU di riserva al posto dell'unità problematica. Questo componente di ricambio non è nuovo, ma riparato, anche se perfettamente funzionante.
Successivamente Massimino e Good hanno iniziato la seconda ed ultima procedura, la sostituzione del primo gruppo di batterie. Le attività extraveicolari sono terminate alle 20:45 UTC, dopo 7 ore e 56 minuti.

### Sabato 16 maggio (6º giorno)

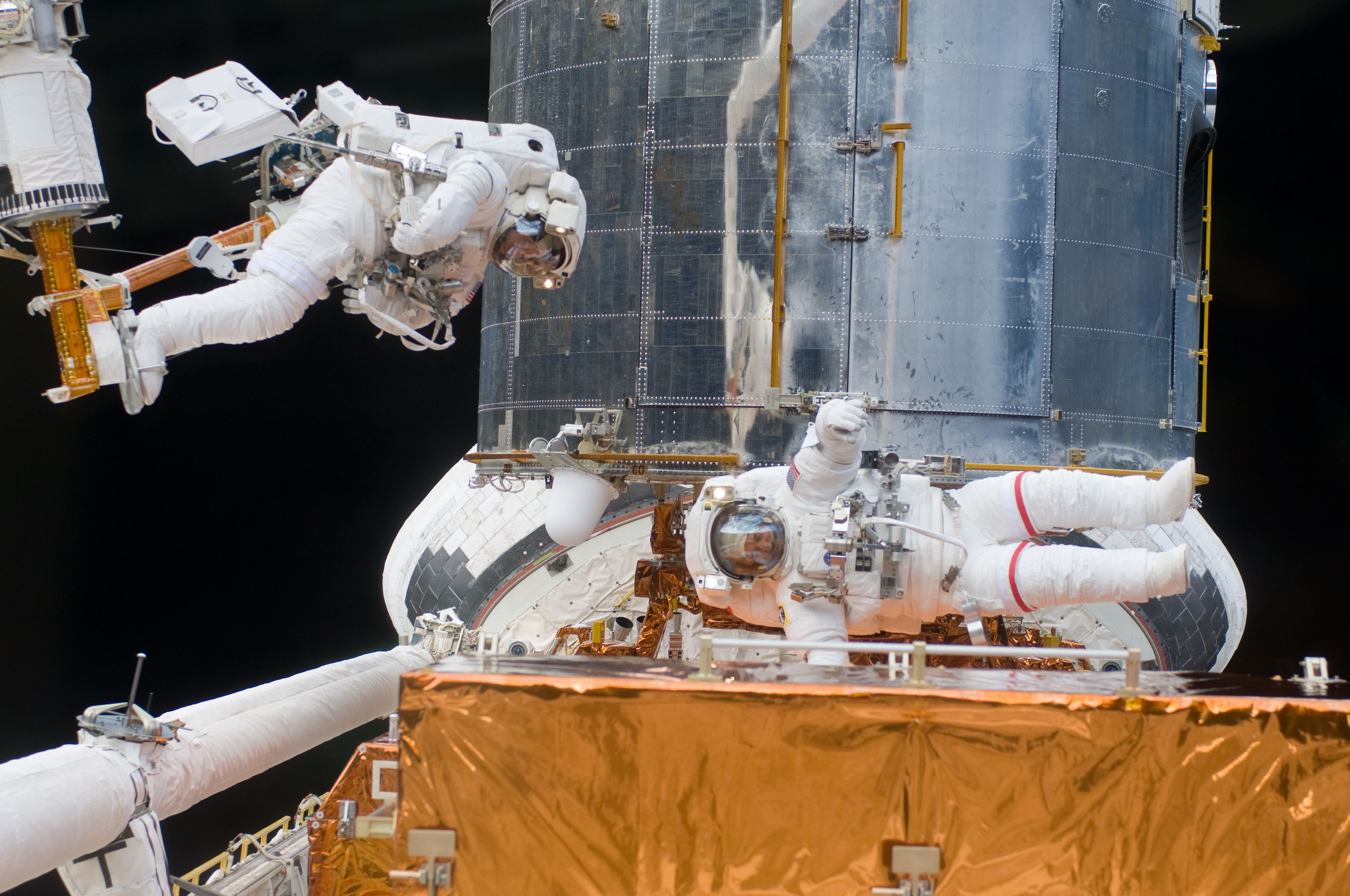
Gli astronauti Grunsfeld e Feustel durante la terza passeggiata spaziale

Grunsfeld e Feustel hanno iniziato la terza passeggiata spaziale alle 13:35 UTC. Inizialmente hanno rimosso il Corrective Optics Space Telescope Axial Replacement (COSTAR), uno strumento installato nel 1993 durante la prima missione di manutenzione ed ideato per correggere l'errore ottico presente nello specchio primario ed inserito nella stiva di carico dell'Atlantis. In seguito hanno installato il nuovo strumento Cosmic Origins Spectrograph (COS), che sostituisce il COSTAR.
Successivamente Grunsfeld e Feustel hanno iniziato a lavorare sull'Advanced Camera for Surveys (ACS), rimuovendo quattro schede elettroniche e sostituendole. Il compito era particolarmente difficile, poiché era necessario rimuovere un componente (una piastra) non progettato per essere rimosso in orbita. La ACS possiede tre camere, chiamate solar blind, wide-field e high-resolution, di cui solo la prima era ancora in funzione a causa di un cortocircuito nel 2007.

### Domenica 17 maggio (7º giorno)
Massimino e Good hanno iniziato la quarta passeggiata spaziale alle 13:45 UTC. Inizialmente hanno proceduto alla riparazione dello Space Telescope Imaging Spectrograph (STIS), installato nel 1997 durante la seconda missione di manutenzione STS-82 e non funzionante dal 2004 a causa di un problema di alimentazione. Questo strumento ha permesso di rilevare l'analisi spettrografica dell'atmosfera di un pianeta extrasolare.
Gli astronauti hanno avuto problemi nel rimuovere un corrimano presente sullo strumento, a causa di un bullone. Per questo motivo Massimino ha dovuto "strappare" il corrimano. Successivamente hanno rimosso con successo le 111 viti presenti, liberando le schede elettroniche. L'operazione, anche se riuscita, ha richiesto due ore in più del previsto, e l'installazione del New Outer Blanket Layer (NOBL), un pannello esterno isolante è stata rinviata alla quinta ed ultima passeggiata spaziale. La passeggiata è terminata alle 21:47 UTC, dopo otto ore e due minuti, rendendola la sesta passeggiata spaziale più lunga della storia.

### Lunedì 18 maggio (8º giorno)

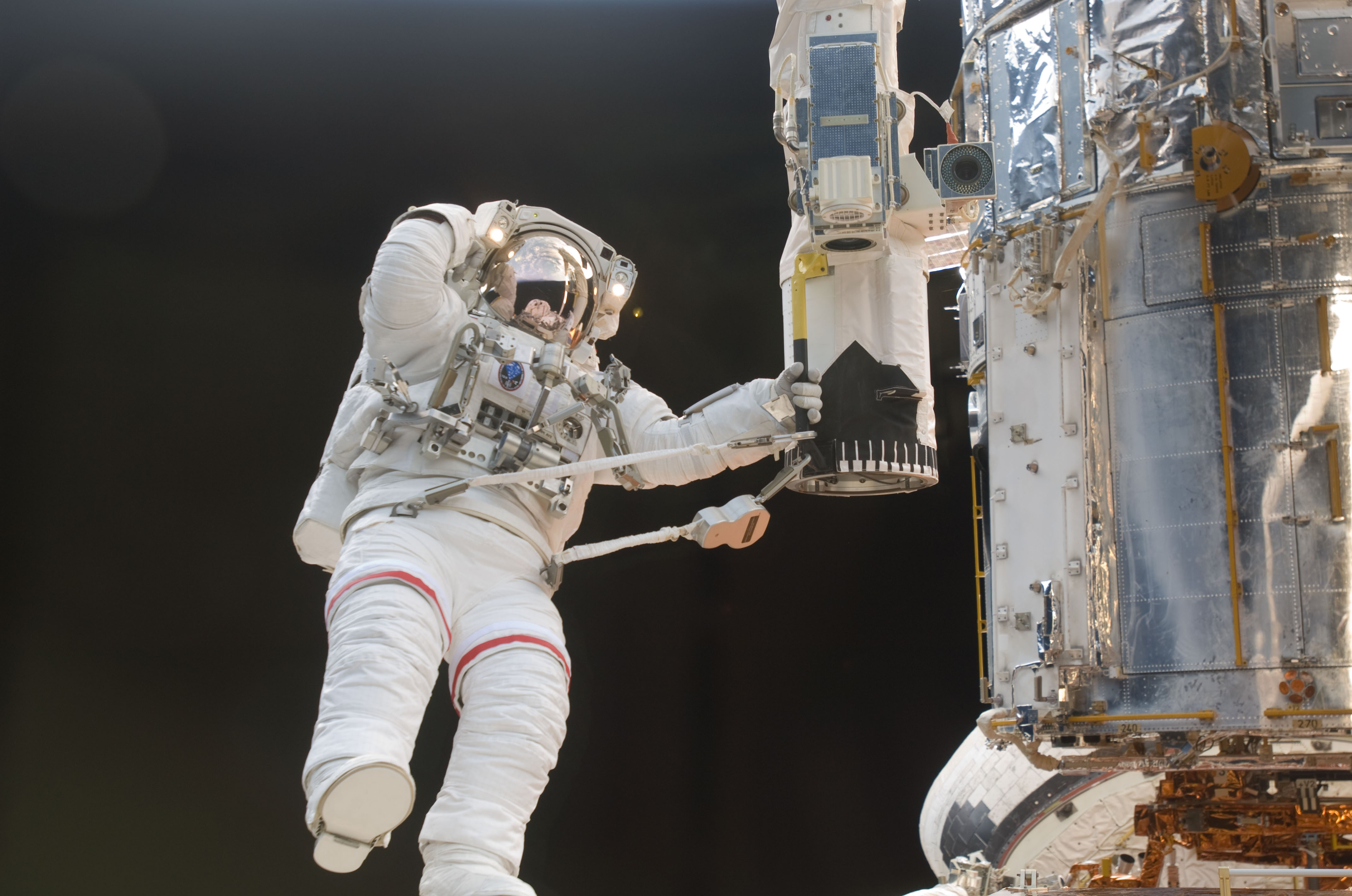
Grunsfeld durante la quinta ed ultima passeggiata spaziale

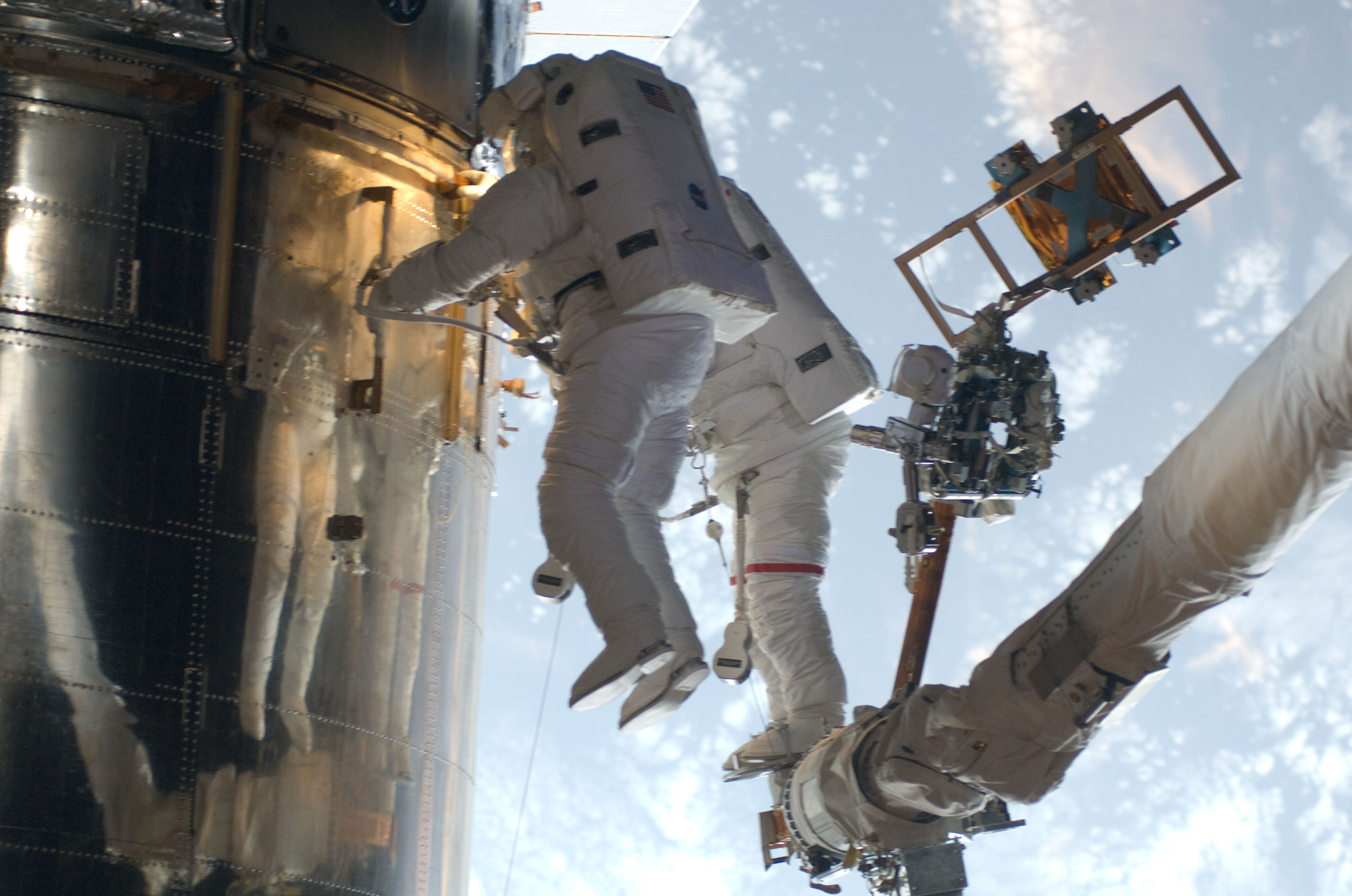
Grunsfeld e Feustel durante la quinta passeggiata spaziale

Nella quinta ed ultima passeggiata spaziale della missione, Grunsfeld e Feustel hanno iniziato le attività alle 12:20 UTC. Inizialmente hanno rimosso il secondo modulo di batterie, sostituendolo con uno nuovo. Il primo modulo è stato sostituito nella prima passeggiata spaziale. Successivamente hanno sostituito il Fine Guidance Sensor numero 3, in modo da migliorare la stabilità del telescopio durante la ripresa di immagini. Questo FGS è in grado di mantenere un raggio laser puntato su una moneta da 10 centesimi di dollaro a 320 km di distanza. Le nuove batterie e l'FGS sono stati testati dalla Terra e risultati funzionanti. Poiché erano in anticipo di circa un'ora rispetto alla tabella di marcia prevista, i responsabili di missione hanno comunicato agli astronauti che potevano effettuare l'installazione dei New Outer Blanket Layer (NOBL), che era stata annullata per mancanza di tempo nella passeggiata del giorno precedente.
Le attività sono terminate alle 19:22 UTC, dopo sette ore e due minuti. In totale, le attività extraveicolari della missione STS-125 ammontano a 36 ore e 56 minuti.
La 23ª ed ultima passeggiata spaziale per la manutenzione del telescopio spaziale Hubble porta il tempo complessivo di lavoro al telescopio a 166 ore e 6 minuti. Il Capo Direttore di Volo Tony Ceccacci ha fatto notare che quest'ultima attività era anche l'ultima ad essere effettuata tramite il portello di uno Shuttle. In quella che probabilmente è anche l'ultima passeggiata spaziale, Grunsfeld ha accumulato 58 ore e 30 minuti nello spazio, due minuti in meno rispetto a Jerry Lynn Ross, il terzo nella classifica degli astronauti che hanno trascorso il maggior periodo di tempo in attività extraveicolari.

### Martedì 19 maggio (9º giorno)
L'astronauta Megan McArthur ha impiegato il braccio robotico per rilasciare il telescopio spaziale Hubble, che durante il periodo di manutenzione è rimasto agganciato alla stiva di carico dell'Atlantis. Successivamente lo Shuttle ha effettuato una manovra di separazione dal telescopio.
Durante il resto della giornata l'equipaggio ha condotto delle ispezioni dello scudo termico tramite l'Orbiter Boom Sensor System.

### Mercoledì 20 maggio (10º giorno)

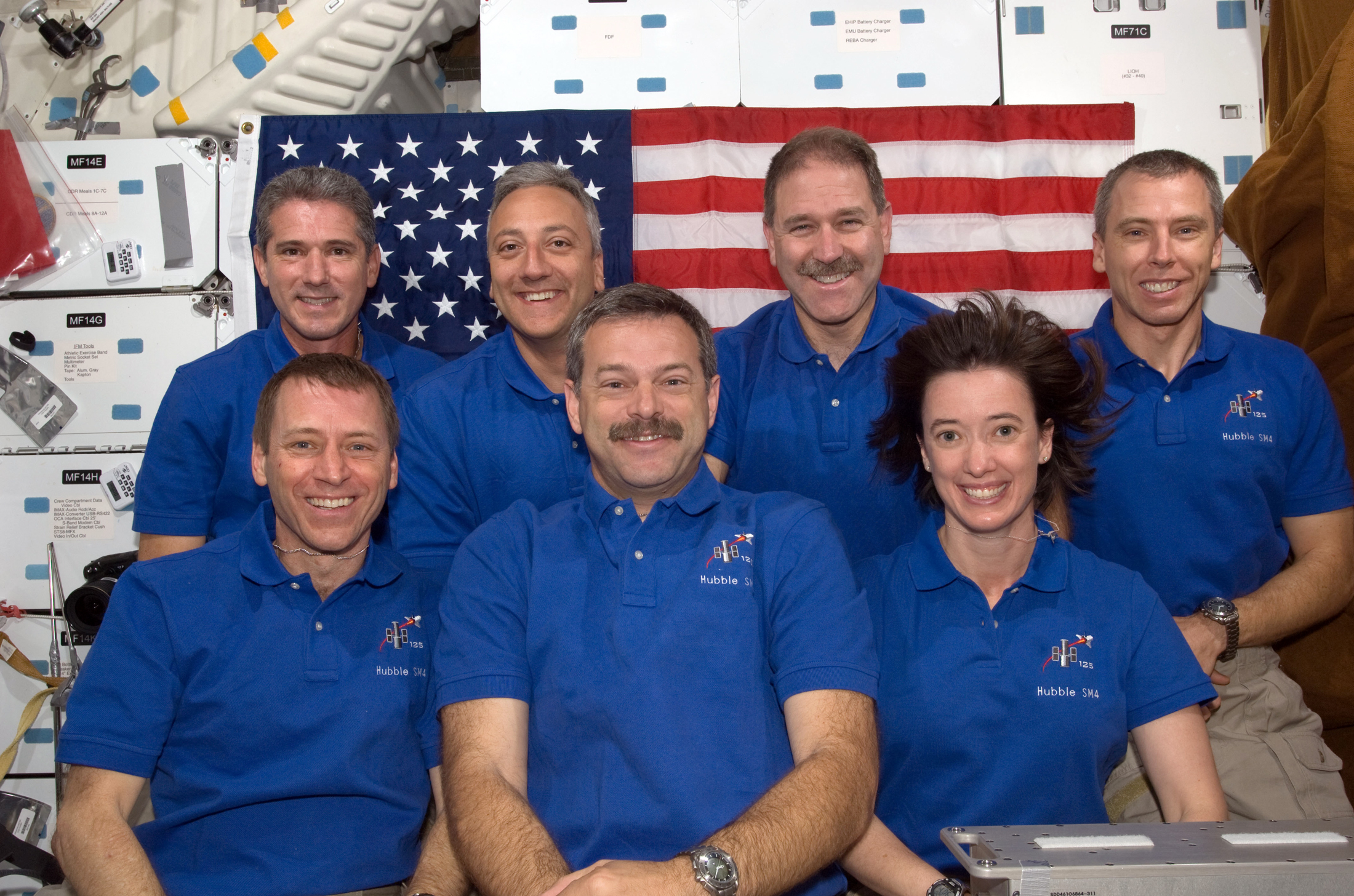
L'equipaggio della missione STS-125 posa per la tradizionale foto di gruppo sul ponte centrale dell'Atlantis

Dopo una settimana di lavori, all'equipaggio dell'Atlantis è stata concessa una giornata senza impegni, per riposarsi e prepararsi all'atterraggio. Gli astronauti hanno posato per la tradizionale foto di gruppo e hanno parlato con i giornalisti in una conferenza stampa. L'equipaggio si è anche collegato con i loro compagni dell'Expedition 19 a bordo della Stazione spaziale internazionale.
Durante il collegamento, effettuato tramite satelliti, l'equipaggio della stazione si è congratulato per l'ottima missione, mentre gli astronauti dell'Atlantis hanno ringraziato i loro colleghi per tutto il lavoro che stanno conducendo durante la loro permanenza in orbita.
Gli esperti meteo del Johnson Space Center hanno previsto condizioni atmosferiche non molto favorevoli per l'atterraggio di venerdì, quindi i responsabili hanno richiesto di spegnere alcuni sistemi non necessari per conservare energia, nel caso lo Shuttle non potesse atterrare prima di sabato.
Dopo aver valutato le immagini inviate a terra, lo scudo termico dello Shuttle è stato ufficialmente dichiarato dai responsabili in buono stato per il rientro. Il Controllo Missione aveva inizialmente pianificato di modificare lo status dell'Endeavour (in stand by per la missione di recupero) a seguito delle ispezioni, ma successivamente si è preferito attendere le operazioni di uscita dall'orbita dell'Atlantis.
Al termine della giornata, prima di andare a dormire, gli astronauti hanno ricevuto la chiamata del Presidente degli Stati Uniti Barack Obama, che si è congratulato con loro per il successo della missione. Obama ha scherzato con gli astronauti, chiedendo se potevano vedere la sua casa a Chicago e ha espresso il suo orgoglio:
(Presidente Barack Obama)

### Giovedì 21 maggio (11º giorno)
L'equipaggio ha trascorso la giornata preparando l'atterraggio di venerdì: Altman, Johnson e McAthur hanno verificato le superfici di volo, effettuato il test del Reaction Control System e controllato i sistemi di comunicazione con il centro di controllo NASA. Il resto dell'equipaggio ha stivato vari strumenti impiegati durante la missione.
Nel pomeriggio, l'equipaggio si è collegato per la prima volta in una udienza del senato statunitense. Successivamente hanno partecipato in interviste con i media, tra cui CNN, ABC, NBC, CBS e FOX.
I responsabili di missione, nonostante che le condizioni atmosferiche in Florida continuassero ad essere poco favorevoli, hanno confermato all'equipaggio l'inizio dei preparativi per l'uscita dall'orbita, nella speranza che le condizioni migliorassero. I responsabili NASA hanno affermato che, per venerdì era previsto un atterraggio al Kennedy Space Center, mentre, se l'atterraggio slittava al giorno successivo, avrebbero attivato anche il sito di riserva, ovvero la Edwards Air Force Base.
Infine, poiché le condizioni non miglioravano, i responsabili hanno annullato la possibilità di atterraggio per venerdì, a causa di una situazione meteorologica instabile che comprendeva anche la possibile presenza di pioggia e formazioni temporalesche.
Al termine della giornata, l'Endeavour ha ufficialmente terminato la sua missione, dove era pronto al lancio di un eventuale salvataggio. Ora l'orbiter potrà essere preparato per la sua prossima missione.

### Venerdì 22 maggio (12º giorno)
Mentre l'equipaggio stava preparando le procedure e verificando le checklist, i responsabili a Terra esaminavano le condizioni meteorologiche in Florida, che non erano molto buone. L'equipaggio è stato avvisato della presenza di nubi basse e temporalesche, che violavano le condizioni richieste per un atterraggio sicuro. Per questo motivo è stata annullata la prima possibilità. Poiché le condizioni atmosferiche non miglioravano, è stata cancellata anche la seconda opportunità. Il Direttore di Volo Norm Knight ha chiamato la base di Edwards poco dopo aver preso la decisione di annullare il rientro e rinviarlo a sabato, per poter avere sei opportunità di rientro (tre per ogni sito di atterraggio). In caso di necessità, è possibile impiegare anche il sito di atterraggio White Sands Space Harbor, anche se non viene utilizzato dal 1982, quando vi atterrò il Columbia, ed è considerato un sito di emergenza.

### Sabato 23 maggio (13º giorno)
I responsabili NASA hanno valutato le migliori opportunità di rientro; tuttavia, la prima possibilità è stata annullata per maltempo. Successivamente, dopo aver verificato le previsioni meteorologiche delle ore successive, si è deciso di annullare anche la seconda possibilità e attendere un giorno.
Poiché le previsioni sono buone in California, se i tentativi di atterrare in Florida domenica fossero annullati, l'Atlantis potrebbe atterrare alla base di Edwards sia domenica che lunedì.

### Domenica 24 maggio (14º giorno)

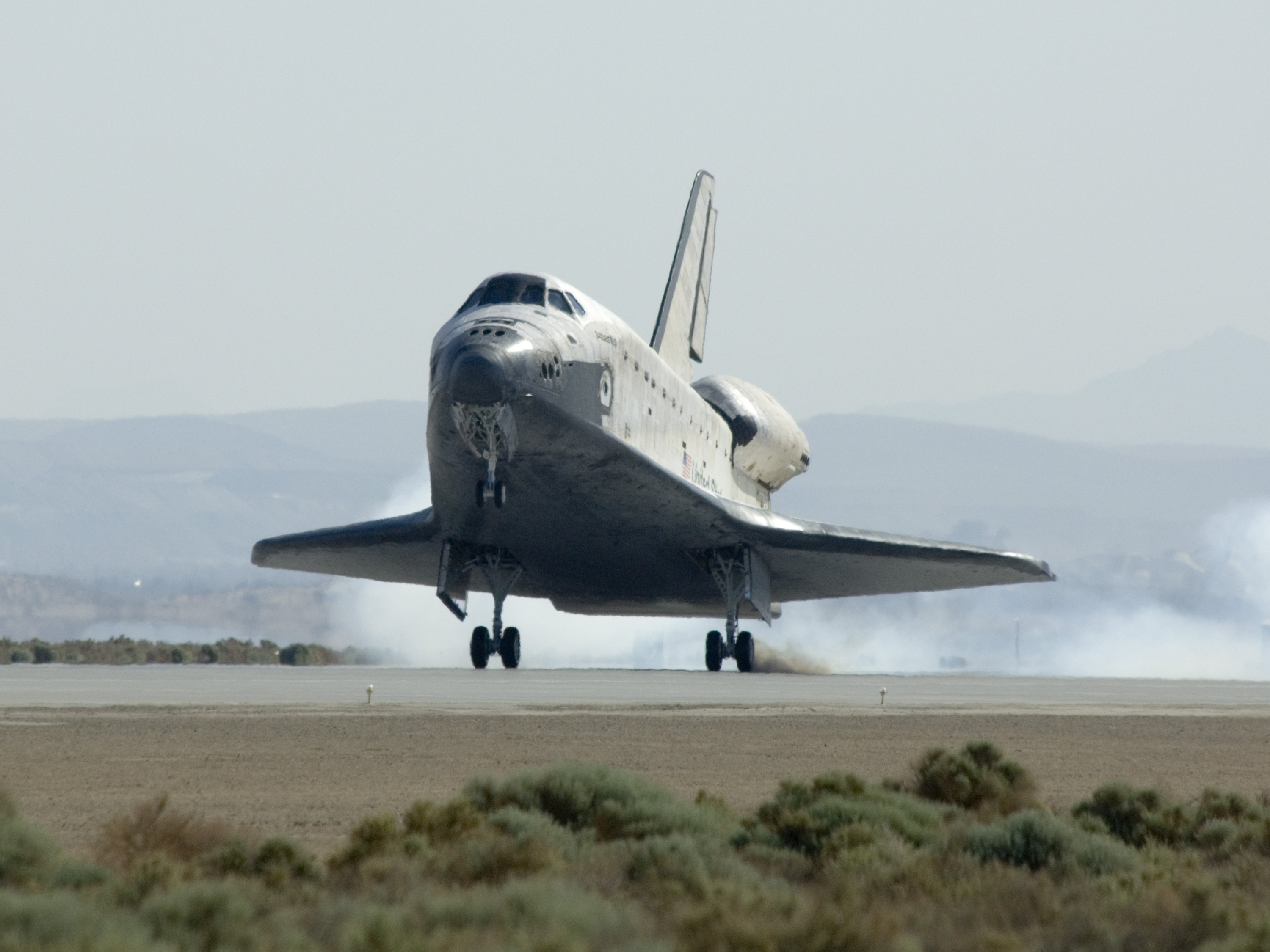
L'Atlantis atterra alla base di Edwards, in California

Dopo che la prima possibilità di rientro in Florida è stata annullata per maltempo, Atlantis è atterrato alla base di Edwards cogliendo la seconda opportunità. L'accensione per l'uscita dall'orbita e l'inserimento in rotta di rientro atmosferico è stata effettuata alle 14:24 UTC. Alle 15:40:15 UTC lo Space Shuttle si è fermato sulla pista 22 della base aerea californiana. Nella missione lo Space Shuttle ha effettuato 197 orbite, coprendo una distanza di circa 5 276 000 miglia (8 490 899 km).

### Attività extraveicolari
|      | Astronauta                           | Inizio              | Fine      | Durata          | Missione |
| ---- | ------------------------------------ | ------------------- | --------- | --------------- | --- |
| EVA1 | John M. Grunsfeld Andrew J. Feustel  | 14 maggio 12:52 UTC | 20:12 UTC | 7 ore 20 minuti | Sostituzione ed installazione della Wide Field Camera 3, sostituzione Science Instrument Command and Data Handling, installazione Soft Capture Mechanism e due Latch Over Center Kits |
| EVA2 | Michael J. Massimino Michael T. Good | 15 maggio 12:49 UTC | 20:45 UTC | 7 ore 56 minuti | Sostituzione giroscopi e il primo modulo di batterie |
| EVA3 | Grunsfield Feustel                   | 16 maggio 13:35 UTC | 20:11 UTC | 6 ore 36 minuti | Installazione del Cosmic Origins Spectrograph e riparazione dell'Advanced Camera for Surveys                                                                                          |
| EVA4 | Massimino Good                       | 17 maggio 13:45 UTC | 21:47 UTC | 8 ore 2 minuti  | Riparazione dello Space Telescope Imaging Spectrograph |
| EVA5 | Grunsfield Feustel                   | 18 maggio 12:20 UTC | 19:22 UTC | 7 ore 2 minuti  | Installazione del Fine Guidance Sensor e del relativo equipaggiamento, installazione secondo modulo di batterie e installazione di un rivestimento isolante                           |

## Rientro

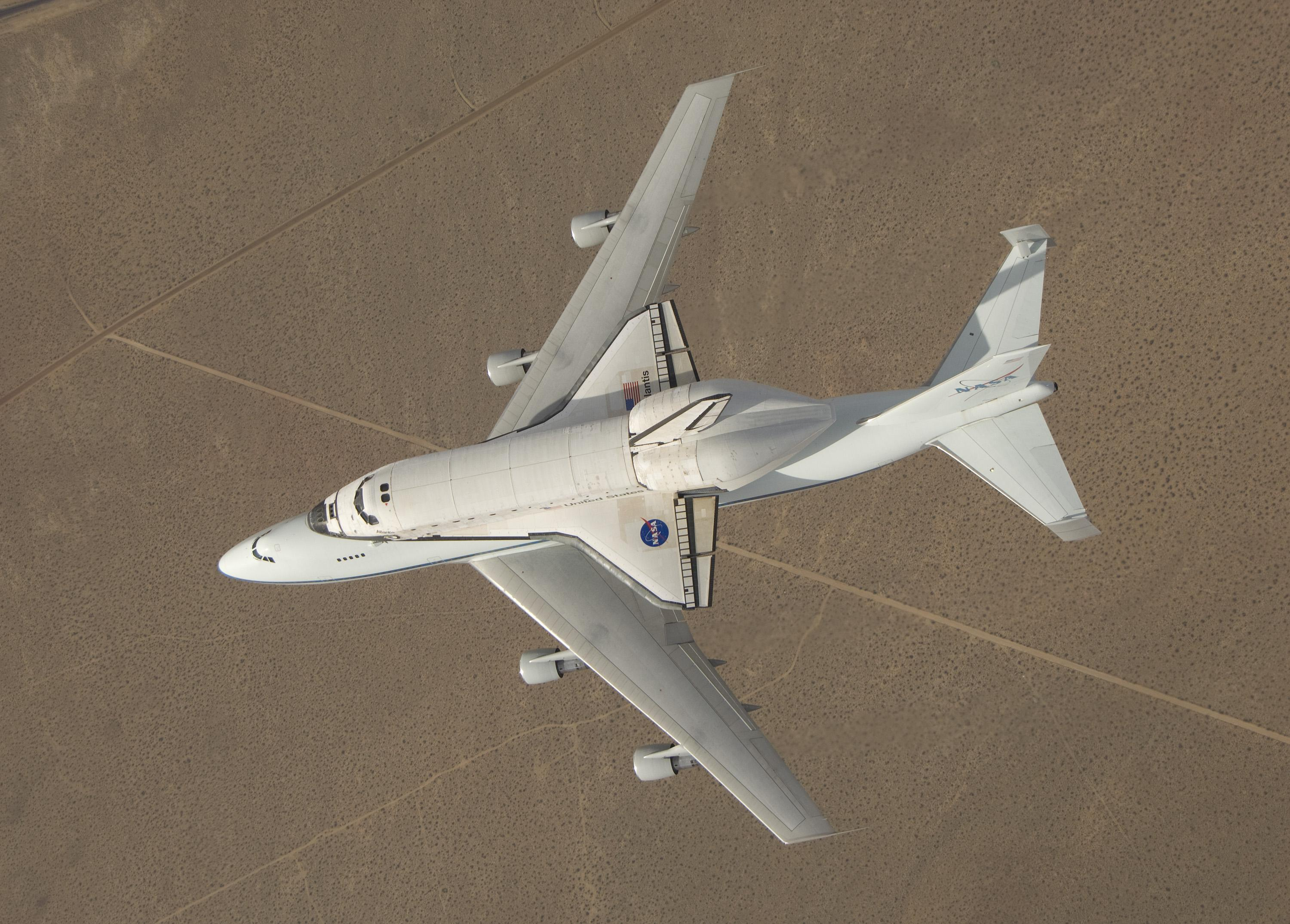
L'Atlantis in volo dalla base di Edwards verso il Kennedy Space Center tramite lo Shuttle Carrier Aircraft

Il 1º giugno 2009 lo Shuttle Atlantis è partito dalla base di Edwards per essere riportato al Kennedy Space Center, agganciato allo Shuttle Carrier Aircraft, un Boeing 747 modificato dalla NASA. Il decollo è avvenuto alle 15:00 UTC.
Dopo la partenza, il volo ha fatto una sosta intermedia a El Paso (Texas), presso la Biggs Army Airfield, e il giorno successivo due soste a San Antonio (Texas) e Columbus (Mississippi) per i rifornimenti di carburante. Dopo un sorvolo della costa, il Boeing 747 e l'Atlantis sono atterrati al Kennedy Space Center il 2 giugno alle 22:53 UTC.
Poiché l'Atlantis conteneva anche il carico della missione nella stiva, il suo peso era di circa 113400 kg (250 000 lb). Sommato a quello del 747, il peso totale dei due velivoli era circa 272150 kg (600 000 lb). Dopo l'atterraggio, lo Shuttle è stato sganciato dall'aereo e trasportato all'Orbiter Processing Facility.

## Risveglio
Come tradizione per tutti i voli NASA a partire dal Programma Gemini, per ogni giorno di missione, l'equipaggio della STS-119 ascolta un particolare brano musicale scelto da un astronauta, che per lui ha un particolare significato.
- Giorno 2: "Kryptonite", dei 3 Doors Down, per Greg Johnson. WAV MP3
- Giorno 3: "Upside down", di Jack Johnson, per Megan McArthur. WAV MP3
- Giorno 4: "Stickshifts and Safetybelts" eseguita dai Cake, per Andrew J. Feustel. WAV MP3
- Giorno 5: "God of Wonders" dei "Third Day" per Michael Good. WAV MP3
- Giorno 6: "Hotel Cepollina" dei "Fuzzbox Pirana" per John Grunsfeld. WAV MP3
- Giorno 7: "New York State of Mind" di Billy Joel, per Massimino. WAV MP3
- Giorno 8: "Sound of Your Voice" dei Barenaked Ladies, per Altman. WAV MP3
- Giorno 9: "Lie in Our Graves" dei Dave Matthews Band, per McArthur. WAV MP3
- Giorno 10: "Theme from Star Trek", composto da Alexander Courage, per l'intero equipaggio. WAV MP3
- Giorno 11: "Cantina Band" composta da John Williams, per l'intero equipaggio. WAV MP3
- Giorno 12: "Galaxy Song" dal film "Monty Python - Il senso della vita", per l'intero equipaggio. WAV MP3
- Giorno 13: "Where My Heart Will Take Me" (dalla colonna sonora di Star Trek: Enterprise) eseguita da Russell Watson, per l'intero equipaggio. WAV MP3
- Giorno 14: "Cavalcata delle Valchirie", composta da Richard Wagner, per l'intero equipaggio. WAV MP3

## Missione di riserva

### STS-400
STS-400 è la sigla assegnata agli Equipaggi di Supporto (Contingency Shuttle Crew Support) pronti al lancio in caso di guasti alla missione STS-125.
Questa missione sarebbe stata diversa rispetto alle altre missioni di riserva, con la presenza di un secondo Shuttle pronto al lancio sulla rampa 39-B quando è stata lanciata la missione. Infatti, a causa dell'orbita e dell'inclinazione del telescopio spaziale Hubble, l'equipaggio dell'Atlantis non avrebbe potuto usare la stazione spaziale come rifugio in attesa del lancio della missione di riserva per il recupero.
Dovendo essere pronti gli Shuttle su entrambe le piattaforme del Complesso di lancio 39, sono state rimandate di sei mesi le modifiche previste per il futuro vettore Ares I della navetta Orion.
Inizialmente, prima del rinvio della missione STS-125, la missione di soccorso era stata assegnata all'Endeavour e portava il codice STS-400. Dopo il rinvio e il conseguente spostamento della missione dopo la STS-126, la missione di recupero è stata assegnata al Discovery con il codice STS-401.
Un ulteriore rinvio ha cambiato nuovamente la tabella di marcia della NASA: il Discovery ha effettuato la missione STS-119 a fine marzo, e alla missione di recupero è stato nuovamente riassegnato l'Endeavour con la sigla STS-400.